# Тавус
Таву́с (араб. طاووس‎) — мужское и женское имя арабского происхождения, в переводе с арабского означает «павлин». Птицы с красивым оперением считались на Востоке символом красоты.
Распространено у многих народов исповедующих ислам.

## Известные носители
- Тавус ибн Кайсан аль-Ямани — исламский богослов Йемена, факих и хадисовед времен табиинов
- Яков Тавус — переводчик Библии на персидский язык